# Gérard Oury

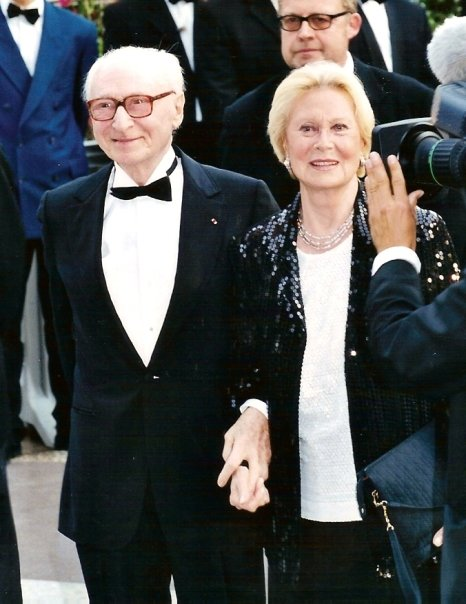
Gérard Oury cu soția sa Michèle Morgan la Festivalul de Film de la Cannes în 2001.

Gérard Oury (născut Max-Gérard Houry Tannenbaum), (n. 29 aprilie 1919, Paris, Île-de-France, Franța – d. 19 iulie 2006, Saint-Tropez, Provence-Alpes-Côte d'Azur, Franța) a fost un regizor de film, actor și scenarist francez. 

## Biografie
Fiu al lui Serge Tannenbaum, un violonist și al Marcellei Houry, o jurnalistă, Oury a studiat la Lycée Janson de Sailly și la Conservatorul Național de Arte Dramatice. A devenit membru al Comédie-Française cu un an înainte de Al Doilea Război Mondial, dar a fugit în Elveția pentru a scăpa de persecuția anti-evreiască a guvernului  Vichy.

## Filmografie

### Realizator
- 1965 Prostănacul (Le Corniaud)
- 1966 Marea hoinăreală (La Grande vadrouille)
- 1969 Creierul (Le cerveau)
- 1971 Mania grandorii (La Folie des grandeurs)
- 1973 Aventurile rabinului Jacob (Les Aventures de Rabbi Jacob)
- 1989 Vanilie roz (Vanille fraise)

### Actor
- 1951 Plecat fără adresă (Sans laisser d'adresse), regia Jean-Paul Le Chanois
- 1953 Spada și trandafirul (The Sword and the Rose), regia Ken Annakin
- 1958 Oglinda cu două fețe (Le Miroir à deux faces), regia André Cayatte : le docteur Bosc

## Legături externe
- Gérard Oury at UniFrance Films
- Gérard Oury la Internet Movie Database